# Węgorek sosnowiec

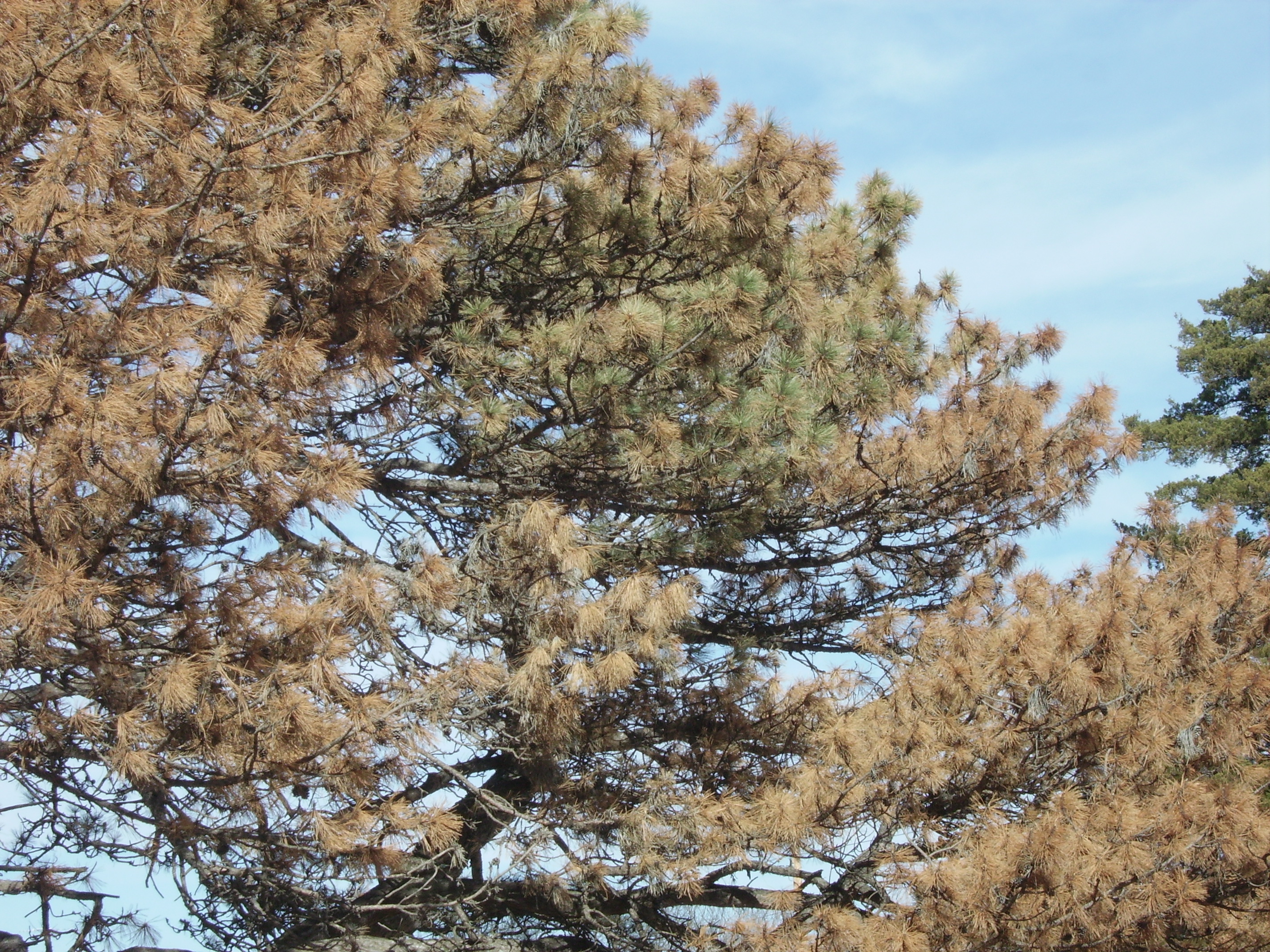
Sosna zaatakowana przez węgorka sosnowego

Węgorek sosnowiec (Bursaphelenchus xylophilus) – przedstawiciel gromady nicieni. Jest pasożytem drzew iglastych. Żyjąc w przewodach żywicznych, namnaża się. Tym doprowadza do ich zatykania, a w konsekwencji do śmierci rośliny. Węgorek przenoszony jest przez różne owady rozwijające się w zasiedlonym przez niego drewnie, a zwłaszcza z rodziny kózkowatych (Cerambycidae). Nicień pochodzi z Japonii. Rejestrowany w  Europie (Portugalia, Hiszpania) i w Ameryce Północnej (Kanada-Kolumbia Brytyjska, Alberta), gdzie przypuszczalnie dostał się w importowanym drewnie iglastym. Znajduje się na liście organizmów kwarantannowych.